# Detenzione dei fratelli Muamar
La detenzione dei fratelli Osama e Mustafa Muamar avvenne a seguito della loro cattura da parte delle Forze di Difesa Israeliane (IDF), alle prime luci dell'alba del 24 giugno 2006, in quanto sospettati di progettare un attentato terroristico. La vicenda rappresenta il primo caso di arresto di palestinesi nella striscia di Gaza da parte delle IDF dal ritiro unilaterale israeliano avvenuto nell'estate del 2005, anche con lo sgombero coatto degli insediamenti israeliani dai territori contesi confinanti con la striscia di Gaza.

## Irruzione e arresto
Intorno alle 03:30 ora locale (00:30 GMT), un commando di soldati israeliani, proveniente da est, penetrò nella striscia di Gaza per circa 700 metri irrompendo nella casa della famiglia Muamar, situata in un villaggio (Umm al-Nasser, secondo la BBC, Al Shouka secondo "Jews for Justice for Palestinians") nei pressi della centro abitato di Rafah.
Alì Muamar, padre dei due palestinesi arrestati e trasportati in una località ignota in Israele, raccontò di essere stato «bendato e ammanettato» e di esser stato «picchiato con i calci dei fucili e preso a calci»; dichiarando inoltre che le truppe israeliane avevano portato via dalla sua casa un computer e che l'intera azione si era protratta per circa un'ora. Alì Muamar fu successivamente ricoverato in ospedale per trattare le ferite riportate durante l'attacco.
Un portavoce di Hamās, Sami Abu Zuhri, affermò che i due fratelli Muamar non erano membri del suo gruppo; tuttavia, attivisti di Hamas della zona ove avvenne la cattura dichiararono che Alì Muamar fosse noto come importante capo locale del movimento fondamentalista palestinese.
Un portavoce israeliano confermò l'arresto dei fratelli Muamar, sostenendo che i palestinesi erano stati trasferiti in Israele per essere interrogati e che si trattava di due membri di Hamas: Osama Muamar, medico appena rientrato a Gaza dal Sudan; e il fratello, Mustafa, studente di Diritto islamico presso l'Università islamica di Gaza, un'istituzione collegata ad Hamas.

## Sviluppi successivi
Dopo la cattura, non si sono più avute notizie circa la sorte dei due palestinesi, né se i due siano stati posti sotto regime di "Detenzione amministrativa", un provvedimento detentivo che consente alle autorità israeliane di porre una persona ritenuta costituire una minaccia sotto custodia, senza processo e per un periodo di tempo indefinito. Tale misura, largamente applicata per porre sotto detenzione migliaia di palestinesi, si basa su un Decreto d'emergenza emesso dalle Autorità del Mandato Gran Bretagna nel 1945, successivamente (1979) emendato e recepito nella legislazione israeliana ed impiegato specialmente laddove l'arresto è basato su informazioni raccolte dai servizi di sicurezza (in particolare dallo Shin Bet) che, passate al vaglio di un processo, rischierebbero di rivelare l'identità di informatori ed infiltrati.
Il giorno successivo alla cattura dei fratelli Muamar, 25 giugno 2006, guerriglieri palestinesi attaccarono un avamposto israeliano presso Rafah e rapirono il soldato israeliano Gilad Shalit. In rapida successione a questi episodi seguirono massicci attacchi e interventi israeliani contro la Striscia di Gaza, finendo poi col deflagrare nel conflitto tra Hezbollah e Israele.

## Silenzio della Stampa
La stampa italiana (come buona parte dei media occidentali) ha dato notevole ed immediato risalto alla notizia della cattura del soldato israeliano Gilad Shalit da parte di guerriglieri palestinesi, avvenuta il 25 giugno 2006, ma ha praticamente ignorato l'episodio - avvenuto solo 24 ore prima - costituito dall'incursione effettuata dagli israeliani nella striscia di Gaza per procedere alla cattura di due civili. Il professor Noam Chomsky, intervistato dal giornale israeliano Ynetnews l'8 agosto 2006 ha dichiarato:
Un giorno prima, il 24 giugno, le forze israeliane rapirono due civili di Gaza, Osama e Mustafa Muamar, un crimine, comunque lo si giudichi, molto più grave della cattura di un soldato. I rapimenti dei Muamar erano sicuramente noti alla maggior parte dei media del mondo. Vennero riportati immediatamente dalla stampa israeliana di lingua inglese, in pratica comunicati stampa delle Forze Armate Israeliane (IDF). E ci furono alcuni servizi giornalistici brevi, sporadici e di scarsa considerazione in molti quotidiani in giro per gli Stati Uniti.
Cosa molto significativa, non ci furono dichiarazioni, repliche, e nessun appello ad attacchi militari o terroristici nei confronti di Israele. Una ricerca su Google rivelerà rapidamente l'importanza relativa data in Occidente al rapimento di civili da parte delle Forze Armate Israeliane (IDF) e della cattura di un soldato israeliano il giorno successivo.
I due eventi appaiati, ad un giorno di distanza, dimostrano con aspra lucidità, che l'ostentazione di sdegno riguardo al rapimento di Shalit fu un cinico imbroglio. Essi rivelano che secondo gli standard morali occidentali, il rapimento dei civili è ben giustificato, se viene fatto da "parte nostra", ma la cattura di un soldato a "nostro scapito" un giorno dopo è un crimine spregevole che richiede una punizione severa della popolazione.
Come ha esattamente scritto Gideon Levy su Ha'aretz, il rapimento di civili da parte delle Forze Armate Israeliane (IDF) il giorno prima della cattura del Caporale Shalit, elimina qualsiasi "base legittima per le operazioni delle IDF" e possiamo aggiungere anche qualsiasi base legittima di appoggio a queste operazioni.
Gli stessi elementari principi morali rinviano al rapimento dei due soldati israeliani il 12 luglio, vicino al confine con il Libano, acuiti, in questo caso, dall'ordinaria e pluriennale prassi israeliana di rapire i libanesi e di tenerne molti come ostaggi per lunghi periodi.»